# Karno
Karno (fr., niem. i ang. Carneau) – rasa gołębia należąca do grupy uformowanych (grupa I), pochodzących (jak wszystkie inne) od udomowionego gołębia skalnego. Rasa wywodzi się z północnej Francji i południowej Belgii, gdzie została wyhodowana około IX wieku, a opisana w 1891 roku. Istnieją dwa typy rasy: europejski oraz amerykański. Karno jest gołębiem użytkowym, nierzadko wystawowym, a amerykański typ rasy jest przeznaczony do konsumpcji (z uwagi na dużą wagę i odporność reprodukcja jest wydajna).

## Historia

### Pochodzenie, opis, typy

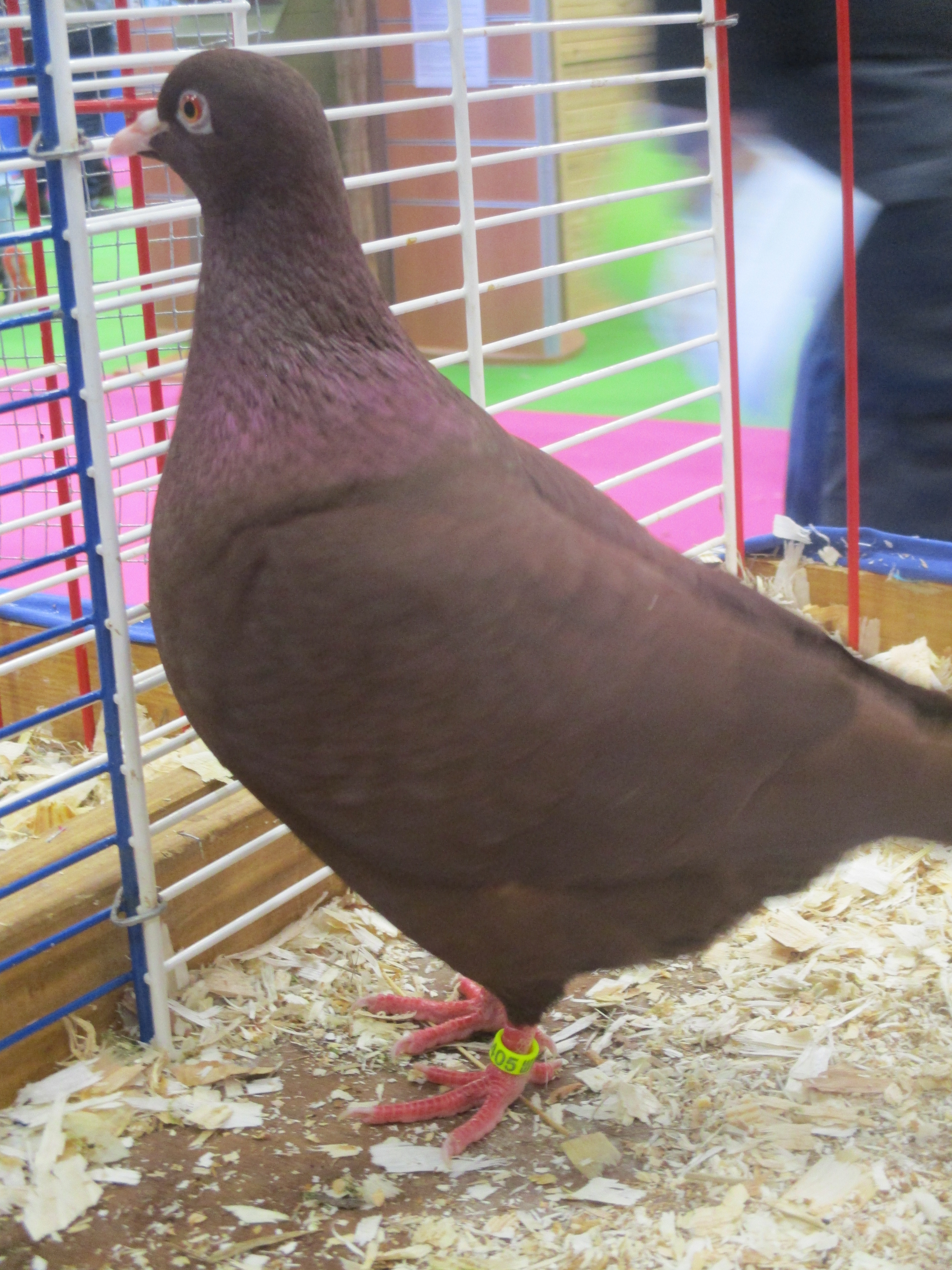
Czerwony gołąb karno

W IX wieku na terenie Francji, zwłaszcza północnej, istniało wiele opactw karmelitów, w których mnisi zajmowali się m.in. hodowlą gołębi i byli właścicielami ogromnych gołębników. Podczas rewolucji francuskiej dobra kościelne, w tym gołębie, zostały rozdzielone wśród ludności, a rasy uległy rozproszeniu. Po raz pierwszy gołębia opisał w 1891 roku francuski hodowca Robert Fontaine, po odkryciu 10 osobników należących do niezakwalifikowanej wówczas rasy, która została zaprezentowana na wystawie rolniczej 3 lata wcześniej. Gołębiami carneaux nazywano największe i najbardziej umięśnione ptaki o czerwonobrązowej barwie. W 1910 roku wywieziono dużą liczbę osobników karno do Ameryki, gdzie powstał przemysłowy typ gołębia – karno biały.

### Nazwa
Pierwotnymi nazwami, których używano w północnej Francji na określenie tej rasy, były „carniau”, „caniau” i „cainiau”. Według J.C Periqueta niektórzy doszukują się źródła nazwy dla gołębia od „karmelitów”, choć on sam twierdzi, iż to mało prawdopodobne. Zdaniem opisujących rasę słowo „carneau” pochodzi od łacińskiego „caro, carnis” (mięso) i odpowiada zastosowaniu gołębia.

## Podział rasy na typy
| Typ         | Pochodzenie                | Data powstania i opisu | Cechy szczególne                                  | Źródło      | Uznanie/rejestracja w Polsce                                                         |
| ----------- | -------------------------- | ---------------------- | ------------------------------------------------- | ----------- | ------------------------------------------------------------------------------------ |
| europejski  | płn. Francja i płd. Belgia | około IX wieku; 1891   | (podane w artykule, pierwszy, bazowy typ gołębia) | [ 1 ] [ 2 ] | tak                                                                                  |
| amerykański | Stany Zjednoczone          | około 1910             | białe upierzenie, gołąb mięsny                    | [ 1 ] [ 2 ] | tak                                                                                  |
| biały       | –                          | 1986                   | ma kogucią tęczówkę                               | [ 2 ]       | brak danych w Polskim Związku Hodowców Gołębi, wspomniany w Gołębie. Zeszyt hodowcy  |
| „wystawowy” | Francja                    | –                      | stosowany na wystawach                            | [ 2 ]       | brak danych w Polskim Związku Hodowców Gołębi), wspomniany w Gołębie. Zeszyt hodowcy |

## Budowa

### Opis

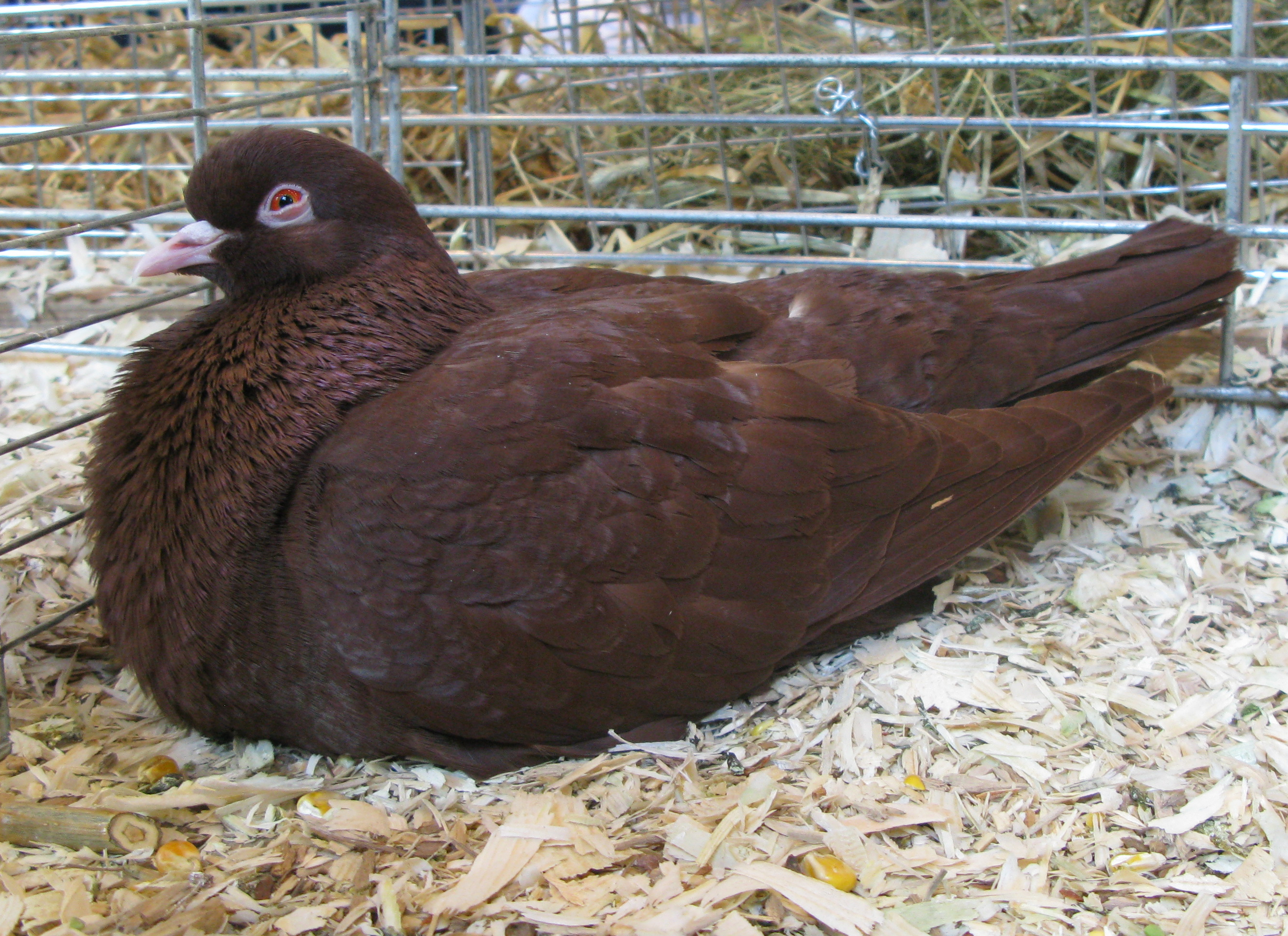
Karno o czerwonym upierzeniu

Karno charakteryzuje się poziomą postawą, silnymi mięśniami piersiowymi i pleców oraz czerwonobrązowym upierzeniem. Ciało gołębia powinno być zwarte i klinowate, odznaczać się dwuboczną symetrią.

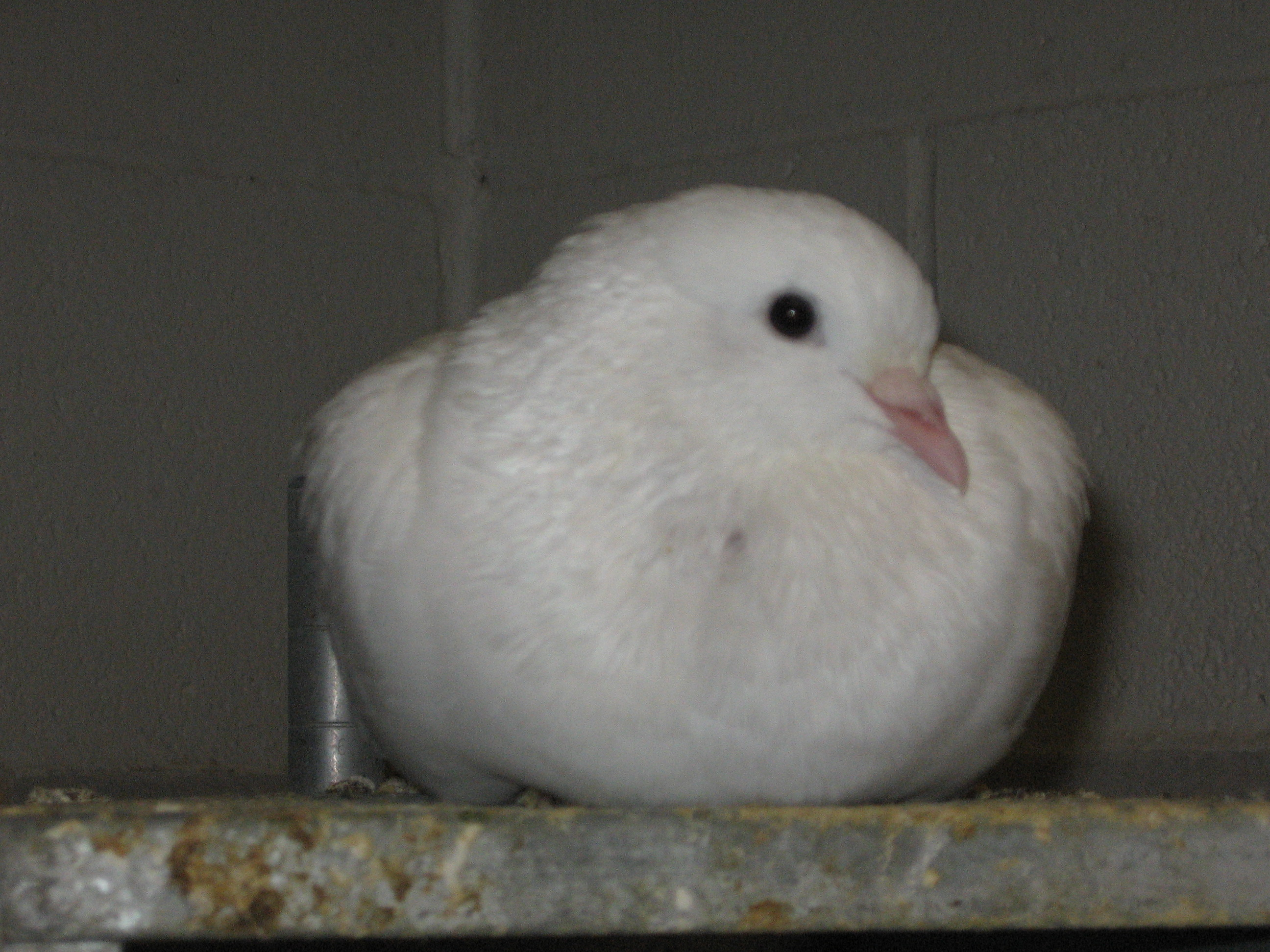
Odmiana gołębia karno o białym upierzeniu

Głowa masywna i dobrze zaokrągloną od chrząstki do oka, średnio wydłużona oraz średniej wielkości. Dziób jest wysmukły, tworzy z czołem niemal prosty kąt. Tęczówka jasnopomarańczowa, ma zewnętrzną obwódkę czerwonego koloru. Woskówki są małe i przylegają do górnej części dzioba. Dobrze rozwinięty tył czaszki.
Szyja zwężająca się ku górze, nie może być zbyt mocna. W typie amerykańskim jest szeroka prawie na całej długości. Pierś umięśniona, szeroka, charakteryzująca się głębokością, dosyć zakrzywiona. Plecy tworzą jedną linię z ogonem, w kształcie klina, powinny tworzyć kąt 55-60 stopni od ramion do końca ogona w stosunku do poziomu. Skrzydła szerokie, dobrze przystają do tułowia. Nogi szeroko rozstawione, średniej długości.
Waga ciała wynosi u samców 550 g ± 50 g tolerancji, a u samic 575 g ± 50 g tolerancji.

## Hodowla
Hodowla gołębi karno jest łatwa. Są zdolne do lotu i plenne, dobrze odchowują pisklęta.

### Choroby
Odmiana mięsna (karno biały) może cierpieć z powodu nadmiaru cholesterolu na miażdżycę aorty. J.Liebman i inni wykazali metodami analizy patologicznej, iż pojawienie się wczesnych zmian miażdżycowych zostało opóźnione u zwierząt niedożywionych, w stosunku do grupy kontrolnej żywionej normalną dietą.
Nie wykazano większego wpływu tlenku węgla na zdrowie ptaków z normalnym poziomem cholesterolu, lecz u karno z hipercholesterolemią nasilenie miażdżycy tętnic wieńcowych było dużo większe (po 52 tygodniach sporadycznej ekspozycji, w porównaniu z wynikiem 84 tygodni dla zdrowych ptaków).